# Vahan Bičaxčyan
Vahan Bičaxčyan (in armeno Վահան Բիչախչյան?; traslitterazione anglosassone: Vahan Bichakhchyan; Gyumri, 9 luglio 1999) è un calciatore armeno, centrocampista del Legia Varsavia.

## Caratteristiche tecniche
È un trequartista.

## Carriera

### Club
Cresciuto nelle giovanili del Širak, ha esordito in prima squadra il 12 marzo 2016 in occasione del match di campionato perso 1-0 contro il Mika Erevan.
Nel 2017 è stato acquistato dallo Žilina.

### Nazionale
Ha giocato nelle nazionali giovanili armene Under-19 ed Under-21.
Nel 2020 ha esordito nella nazionale maggiore.

## Statistiche

### Cronologia presenze e reti in nazionale
| Cronologia completa delle presenze e delle reti in nazionale ― Armenia | Cronologia completa delle presenze e delle reti in nazionale ― Armenia | Cronologia completa delle presenze e delle reti in nazionale ― Armenia | Cronologia completa delle presenze e delle reti in nazionale ― Armenia | Cronologia completa delle presenze e delle reti in nazionale ― Armenia | Cronologia completa delle presenze e delle reti in nazionale ― Armenia | Cronologia completa delle presenze e delle reti in nazionale ― Armenia | Cronologia completa delle presenze e delle reti in nazionale ― Armenia |
| Data                                                                   | Città                                                                  | In casa                                                                | Risultato                                                              | Ospiti                                                                 | Competizione                                                           | Reti                                                                   | Note                                                                   |
| ---------------------------------------------------------------------- | ---------------------------------------------------------------------- | ---------------------------------------------------------------------- | ---------------------------------------------------------------------- | ---------------------------------------------------------------------- | ---------------------------------------------------------------------- | ---------------------------------------------------------------------- | ---------------------------------------------------------------------- |
| 8-9-2020                                                               | Erevan                                                                 | Armenia                                                                | 2 – 0                                                                  | Estonia                                                                | UEFA Nations League 2020-2021 - 1º Turno                               | -                                                                      | 64’                                                                    |
| 11-10-2020                                                             | Tychy                                                                  | Armenia                                                                | 2 – 2                                                                  | Georgia                                                                | UEFA Nations League 2020-2021 - 1º Turno                               | -                                                                      | 90’                                                                    |
| 14-10-2020                                                             | Tallinn                                                                | Estonia                                                                | 1 – 1                                                                  | Armenia                                                                | UEFA Nations League 2020-2021 - 1º Turno                               | -                                                                      | 83’                                                                    |
| 15-11-2020                                                             | Tbilisi                                                                | Georgia                                                                | 1 – 2                                                                  | Armenia                                                                | UEFA Nations League 2020-2021 - 1º Turno                               | -                                                                      | 77’                                                                    |
| 18-11-2020                                                             | Nicosia                                                                | Armenia                                                                | 1 – 0                                                                  | Macedonia del Nord                                                     | UEFA Nations League 2020-2021 - 1º Turno                               | -                                                                      | 45’                                                                    |
| 25-3-2021                                                              | Vaduz                                                                  | Liechtenstein                                                          | 0 – 1                                                                  | Armenia                                                                | Qual. Mondiali 2022                                                    | -                                                                      | 90’                                                                    |
| 1-6-2021                                                               | Velika Gorica                                                          | Croazia                                                                | 1 – 1                                                                  | Armenia                                                                | Amichevole                                                             | -                                                                      | 45’                                                                    |
| 5-6-2021                                                               | Stoccolma                                                              | Svezia                                                                 | 3 – 1                                                                  | Armenia                                                                | Amichevole                                                             | 1                                                                      | 90’                                                                    |
| 2-9-2021                                                               | Skopje                                                                 | Macedonia del Nord                                                     | 0 – 0                                                                  | Armenia                                                                | Qual. Mondiali 2022                                                    | -                                                                      | 45’                                                                    |
| 5-9-2021                                                               | Stoccarda                                                              | Germania                                                               | 6 – 0                                                                  | Armenia                                                                | Qual. Mondiali 2022                                                    | -                                                                      | 70’                                                                    |
| 11-11-2021                                                             | Erevan                                                                 | Armenia                                                                | 0 – 5                                                                  | Macedonia del Nord                                                     | Qual. Mondiali 2022                                                    | -                                                                      | 77’                                                                    |
| 24-3-2022                                                              | Erevan                                                                 | Armenia                                                                | 1 – 0                                                                  | Montenegro                                                             | Amichevole                                                             | 1                                                                      | 69’                                                                    |
| 29-3-2022                                                              | Oslo                                                                   | Norvegia                                                               | 9 – 0                                                                  | Armenia                                                                | Amichevole                                                             | -                                                                      | 35’                                                                    |
| 4-6-2022                                                               | Erevan                                                                 | Armenia                                                                | 1 – 0                                                                  | Irlanda                                                                | UEFA Nations League 2022-2023 - 1º Turno                               | -                                                                      | 56’                                                                    |
| 8-6-2022                                                               | Glasgow                                                                | Scozia                                                                 | 2 – 0                                                                  | Armenia                                                                | UEFA Nations League 2022-2023 - 1º Turno                               | -                                                                      | 45’                                                                    |
| 11-6-2022                                                              | Łódź                                                                   | Ucraina                                                                | 3 – 0                                                                  | Armenia                                                                | UEFA Nations League 2022-2023 - 1º Turno                               | -                                                                      | 55’                                                                    |
| 14-6-2022                                                              | Erevan                                                                 | Armenia                                                                | 1 – 4                                                                  | Scozia                                                                 | UEFA Nations League 2022-2023 - 1º Turno                               | 1                                                                      | 59’                                                                    |
| 24-9-2022                                                              | Erevan                                                                 | Armenia                                                                | 0 – 5                                                                  | Ucraina                                                                | UEFA Nations League 2022-2023 - 1º Turno                               | -                                                                      | 45’                                                                    |
| 27-9-2022                                                              | Dublino                                                                | Irlanda                                                                | 3 – 2                                                                  | Armenia                                                                | UEFA Nations League 2022-2023 - 1º Turno                               | -                                                                      | 69’                                                                    |
| 16-11-2022                                                             | Pristina                                                               | Kosovo                                                                 | 2 – 2                                                                  | Armenia                                                                | Amichevole                                                             | -                                                                      | 77’                                                                    |
| 19-11-2022                                                             | Tirana                                                                 | Albania                                                                | 2 – 0                                                                  | Armenia                                                                | Amichevole                                                             | -                                                                      | 71’                                                                    |
| 25-3-2023                                                              | Erevan                                                                 | Armenia                                                                | 1 – 2                                                                  | Turchia                                                                | Qual. Euro 2024                                                        | -                                                                      | 76’                                                                    |
| 28-3-2023                                                              | Erevan                                                                 | Armenia                                                                | 2 – 2                                                                  | Cipro                                                                  | Amichevole                                                             | -                                                                      | 65’                                                                    |
| 16-6-2023                                                              | Cardiff                                                                | Galles                                                                 | 2 – 4                                                                  | Armenia                                                                | Qual. Euro 2024                                                        | -                                                                      | 63’                                                                    |
| 19-6-2023                                                              | Erevan                                                                 | Armenia                                                                | 2 – 1                                                                  | Lettonia                                                               | Qual. Euro 2024                                                        | -                                                                      | 33’                                                                    |
| 8-9-2023                                                               | Eskişehir                                                              | Turchia                                                                | 1 – 1                                                                  | Armenia                                                                | Qual. Euro 2024                                                        | -                                                                      | 27’ 62’                                                                |
| 11-9-2023                                                              | Erevan                                                                 | Armenia                                                                | 0 – 1                                                                  | Croazia                                                                | Qual. Euro 2024                                                        | -                                                                      | 58’                                                                    |
| 12-10-2023                                                             | Riga                                                                   | Lettonia                                                               | 2 – 0                                                                  | Armenia                                                                | Qual. Euro 2024                                                        | -                                                                      | 82’                                                                    |
| 17-10-2023                                                             | Strumica                                                               | Macedonia del Nord                                                     | 3 – 1                                                                  | Armenia                                                                | Amichevole                                                             | -                                                                      | 46’                                                                    |
| 18-11-2023                                                             | Erevan                                                                 | Armenia                                                                | 1 – 1                                                                  | Galles                                                                 | Qual. Euro 2024                                                        | -                                                                      | 71’                                                                    |
| 21-11-2023                                                             | Zagabria                                                               | Croazia                                                                | 1 – 0                                                                  | Armenia                                                                | Qual. Euro 2024                                                        | -                                                                      | 46’                                                                    |
| 22-3-2024                                                              | Erevan                                                                 | Armenia                                                                | 0 – 1                                                                  | Kosovo                                                                 | Amichevole                                                             | -                                                                      | 58’                                                                    |
| 4-6-2024                                                               | Lubiana                                                                | Slovenia                                                               | 2 – 1                                                                  | Armenia                                                                | Amichevole                                                             | -                                                                      | 67’                                                                    |
| 7-6-2024                                                               | Erevan                                                                 | Armenia                                                                | 2 – 1                                                                  | Kazakistan                                                             | Amichevole                                                             | 1                                                                      | 69’                                                                    |
| 7-9-2024                                                               | Erevan                                                                 | Armenia                                                                | 4 – 1                                                                  | Lettonia                                                               | UEFA Nations League 2024-2025 - 1º turno                               | 1                                                                      | 66’                                                                    |
| 10-9-2024                                                              | Skopje                                                                 | Macedonia del Nord                                                     | 2 – 0                                                                  | Armenia                                                                | UEFA Nations League 2024-2025 - 1º turno                               | -                                                                      | 66’                                                                    |
| 10-10-2024                                                             | Tórshavn                                                               | Fær Øer                                                                | 2 – 2                                                                  | Armenia                                                                | UEFA Nations League 2024-2025 - 1º turno                               | -                                                                      | 86’                                                                    |
| 13-10-2024                                                             | Erevan                                                                 | Armenia                                                                | 0 – 2                                                                  | Macedonia del Nord                                                     | UEFA Nations League 2024-2025 - 1º turno                               | -                                                                      | 74’                                                                    |
| 14-11-2024                                                             | Erevan                                                                 | Armenia                                                                | 0 – 1                                                                  | Fær Øer                                                                | UEFA Nations League 2024-2025 - 1º turno                               | -                                                                      |                                                                        |
| 17-11-2024                                                             | Riga                                                                   | Lettonia                                                               | 1 – 2                                                                  | Armenia                                                                | UEFA Nations League 2024-2025 - 1º turno                               | -                                                                      | 62’                                                                    |
| 20-3-2025                                                              | Erevan                                                                 | Armenia                                                                | 0 – 3                                                                  | Georgia                                                                | UEFA Nations League 2024-2025 - Play-off                               | -                                                                      | 46’                                                                    |
| 23-3-2025                                                              | Tbilisi                                                                | Georgia                                                                | 6 – 1                                                                  | Armenia                                                                | UEFA Nations League 2024-2025 - Play-off                               | -                                                                      | 80’                                                                    |
| Totale                                                                 |                                                                        | Presenze                                                               | 42                                                                     |                                                                        | Reti                                                                   | 5                                                                      |                                                                        |

## Palmarès

### Club

#### Competizioni nazionali
- Coppa di Polonia: 1

Legia Varsavia: 2024-2025